# Shūhei Akasaki
Shūhei Akasaki (赤﨑 秀平 Akasaki Shūhei?,  nacido el 1 de septiembre de 1991 en Ichikikushikino, Kagoshima) es un futbolista japonés. Juega de delantero y su equipo actual es el Vegalta Sendai de la J1 League de Japón.

## Carrera

### Clubes
En 2010, ingresó a la Universidad de Tsukuba. En poco tiempo se convirtió en pieza regular del equipo de fútbol de dicha institución y finalizó las temporadas 2010 y 2012 de la Liga Universitaria del Kantō como máximo artillero, con un total de 48 goles en 74 partidos. Además, estuvo bajo prueba en Kawasaki Frontale, mientras recibía orientación de Yahiro Kazama.
En abril de 2013, pasó a Kashima Antlers de forma informal y fue registrado como jugador designado especial en el mismo mes. Cumplió su debut en la J1 League el 3 de agosto ante Omiya Ardija.
En 2014, se unió definitivamente al conjunto de la Prefectura de Ibaraki. Su primer gol profesional fue el 16 de abril, en la Copa J. League ante Vegalta Sendai. El 29 de noviembre, en un partido válido por la 33ª fecha de la J1 League, registró la cantidad de goles más alta en la historia de la liga por parte de un jugador universitario debutante (5 goles).
En 2015, los delanteros brasileños Davi y Dinei se lesionaron constantemente, por lo que tuvo más oportunidades de mostrarse en el primer equipo. En esta temporada ganó la Copa J. League y, además, obtuvo el Premio Nuevo Héroe por ser el mejor jugador joven del campeonato.
En 2016, obtuvo la J1 League, que le posibilitó al Kashima Antlers disputar por primera vez la Copa Mundial de Clubes de la FIFA. En el primer partido ante Auckland City ingresó desde el banco de suplentes por Fabrício y convirtió el empate transitorio para el conjunto anfitrión; esta campaña culminaría con la obtención del segundo puesto por parte de Kashima, lo que significó la mejor campaña de un representante asiático en el Mundial de Clubes.
El 1 de enero de 2017 obtuvo por primera vez la Copa del Emperador y puso fin a seis años del equipo de Ibaraki sin ganar este torneo.
El 11 de marzo de 2017 se anunció su transferencia a préstamo por una temporada al Gamba Osaka, con la condición de que él no dispute los partidos oficiales ante Kashima Antlers que correspondiesen. El 4 de octubre convirtió su primer gol en el conjunto de Suita ante Cerezo Osaka, válido por la ida de las semifinales de la Copa J. League 2017.
En 2018, se dio a conocer su pase al Kawasaki Frontale de manera completa.

## Trayectoria

### Clubes
| Club                      | País  | Año             |
| ------------------------- | ----- | --------------- |
| Kashima Antlers           | Japón | 2013 - 2017     |
| Gamba Osaka (préstamo)    | Japón | 2017            |
| Kawasaki Frontale         | Japón | 2018 - 2019     |
| Nagoya Grampus (préstamo) | Japón | 2019            |
| Vegalta Sendai            | Japón | 2020 - Presente |

### Selección nacional
| Selección | País  | Año  |
| --------- | ----- | ---- |
| Sub-20    | Japón | 2009 |

## Estadísticas

### Clubes
- Actualizado hasta el 12 de enero de 2017.

| Club | Div.          | Temporada     | Liga  | Liga  | Liga   | Copas nacionales(1) | Copas nacionales(1) | Copas nacionales(1) | Copas internacionales(2) | Copas internacionales(2) | Copas internacionales(2) | Total | Total | Total  | Media goleadora(3) |
| Club | Div.          | Temporada     | Part. | Goles | Asist. | Part.               | Goles               | Asist.              | Part.                    | Goles                    | Asist.                   | Part. | Goles | Asist. | Media goleadora(3) |
| --- | ------------- | ------------- | ----- | ----- | ------ | ------------------- | ------------------- | ------------------- | ------------------------ | ------------------------ | ------------------------ | ----- | ----- | ------ | ------------------ |
| Kashima Antlers Japón |               |               |       |       |        |                     |                     |                     |                          |                          |                          |       |       |        |                    |
| 1.ª | 2013          | 1             | 0     | 0     | 0      | 0                   | 0                   | —                   | —                        | —                        | 1                        | 0     | 0     | 0,00   |                    |
| 1.ª | 2014          | 15            | 5     | 1     | 4      | 2                   | 0                   | —                   | —                        | —                        | 19                       | 7     | 1     | 0,37   |                    |
| 1.ª | 2015          | 22            | 7     | 1     | 7      | 2                   | 3                   | 3                   | 1                        | 0                        | 32                       | 10    | 4     | 0,31   |                    |
| 1.ª | 2016          | 26            | 2     | 0     | 7      | 2                   | 0                   | 5                   | 1                        | 0                        | 38                       | 5     | 0     | 0,13   |                    |
| Total club | Total club    | 64            | 14    | 2     | 18     | 6                   | 3                   | 8                   | 2                        | 0                        | 90                       | 22    | 5     | 0,24   |                    |
| Total carrera | Total carrera | Total carrera | 64    | 14    | 2      | 18                  | 6                   | 3                   | 8                        | 2                        | 0                        | 90    | 22    | 5      | 0,24               |
| (1) Incluye datos de Copa del Emperador y Copa J. League (2013-Presente). (2) Incluye datos de Liga de Campeones de la AFC (2015), Copa Suruga Bank (2016) y Copa Mundial de Clubes de la FIFA (2016). (3) No incluye goles en partidos amistosos. |               |               |       |       |        |                     |                     |                     |                          |                          |                          |       |       |        |                    |

### Resumen estadístico
|                       | Partidos | Goles | Promedio |
| --------------------- | -------- | ----- | -------- |
| Liga                  | 64       | 14    | 0,22     |
| Copas nacionales      | 18       | 6     | 0,33     |
| Copas internacionales | 8        | 2     | 0,25     |
| Total                 | 90       | 22    | 0,24     |

## Palmarés

### Títulos nacionales
| Título             | Club            | País  | Año  |
| ------------------ | --------------- | ----- | ---- |
| Copa J. League     | Kashima Antlers | Japón | 2015 |
| J1 League          | Kashima Antlers | Japón | 2016 |
| Copa del Emperador | Kashima Antlers | Japón | 2016 |
| Supercopa de Japón | Kashima Antlers | Japón | 2017 |

### Títulos internacionales
| Título           | Club (*)        | Sede    | Año  |
| ---------------- | --------------- | ------- | ---- |
| Copa Suruga Bank | Kashima Antlers | Kashima | 2013 |

(*) Incluyendo la selección

### Distinciones individuales
| Distinción                              | Año  |
| --------------------------------------- | ---- |
| Premio Nuevo Héroe de la Copa J. League | 2015 |